# Титу де Мораиш, Мануэл
Мануэ́л Альфре́ду Ти́ту де Мора́иш (порт. Manuel Alfredo Tito de Morais, 28 июня 1910, Лиссабон, Португалия — 14 декабря 1999) — португальский государственный деятель, председатель Ассамблеи (парламента) Португалии (1983—1984).

## Биография
Родился в семье адмирала Титу Аугушту де Мораиша, занимавшего, в частности, должность губернатора Португальской Индии (1926). Окончил Военную академию в Лиссабоне и инженерный факультет в области электротехники Гентского университета. Работал в Португалии в Companhia Portuguesa Rádio Marconi и General Electric.
В конце Второй мировой войны стал активистом демократического движения, в 1945 г. был избран в Центральную комиссию «Движения за демократическое единство» (Movimento де Unidade Democrática). Вскоре был вынужден отправиться в политическое изгнание в колониальную Анголу. Затем проживал во Франции, Бразилии, Алжире, Швейцарии, Италии и Германии. В Алжире он становится руководителем Хунты национального спасения, а в Женеве в 1964 г. основал Португальское социалистическое движение, которое в 1973 г. было преобразовано в Социалистическую партию, в которой он также занимал ведущие позиции.
После «Революции гвоздик» и легализации Социалистической партии был избран депутатом Учредительного собрания (1975), а затем — депутатом португальской Ассамблеи.
- 1975—1976 гг. — государственный секретарь по вопросам занятости,
- февраль — октябрь 1978 г. и 1981—1983 гг. — заместитель председателя,
- 1983—1984 гг. — председатель Ассамблеи Португалии,
- 1985—1989 гг. — депутат Ассамблеи,
- 1986—1988 гг. — председатель Социалистической партии.

В 1979—1980 гг. — заместитель председателя Парламентской Ассамблеи Совета Европы.